# Gelting
Gelting ist eine Gemeinde im Kreis Schleswig-Flensburg in Schleswig-Holstein.

## Geografie

### Geografische Lage
Das Gemeindegebiet von Gelting erstreckt sich im Osten der Halbinsel Angeln an der Mündung der Stenderuper Au in die Geltinger Bucht der Ostsee.

### Ortsteile
Die Gemeinde Gelting besteht siedlungsgeografisch aus einer Vielzahl von Ortsteilen. Neben dem namensgebenden Kirchdorf liegen auch die weiteren Dörfer Kattrott (dänisch Katrød), Lehbek (dänisch Lebæk) und  Stenderup, die Häusergruppen Bosiek (dänisch Bosig), Christiansfeld, Düstholz (dänisch Dystholt), Freienwillen, Gammellück (dänisch Gammelløk), Goldhöft (dänisch Guldhoved oder auch Goldhøft), Güholz (dänisch Gyholt), Hellert, Holmkjer (dänisch Holmkær), Kleinnadelhöft, Lehbekwiese (dänisch Lebækseng), Nadelhöft (dänisch Naldhoved, auch Naalhoved) und Pinkyberg, zudem die Hof-/Höfesiedlungen Basrott (dänisch Basrød), Bleicherfeld (dänisch Blegmark), Bücherott (dänisch Bøgerød), Dammhall (dänisch Damhale), Gaarwang(dänisch Gårdvang bzw. Gaardvang), Grahlenstein, Grüftheck (dänisch Grøftled), Grüftlingsfeld, Grünkoppel (dänisch Grønkobbel), Kemphy, Oberkoppel (dänisch Overkobbel), Pelsrade (dänisch Pilsrød) und Westerfeld sowie die Streusiedlungen Düstnishy (dänisch Dystnæshøj), Hebrohy (dänisch Højbrohøj), Stenderupfeld (dänisch Stenderupmark) und Wackerballig (dänisch Vakkerballe) als weitere Ortsteile im Gemeindegebiet.

### Nachbargemeinden
Direkt angrenzende Gemeindegebiete von Gelting sind:
|                     | Nieby                                       |            |
| Niesgrau, Stangheck | Kompassrose, die auf Nachbargemeinden zeigt | Pommerby   |
|                     | Rabenholz                                   | Hasselberg |

## Geschichte
Gelting wurde erstmals 1231 im Erdbuch König Waldemars des Siegers als Geltyng erwähnt. Damals war die Burg Gelting das Zentrum eines dünn besiedelten Kronguts, das wohl vor allem als Jagdgebiet diente. Die Katharinenkirche wurde um 1300 aus Backstein erbaut, das Kirchspiel war zunächst mit der Nieharde verbunden, zu der auch die Kirchspiele Sörup, Sterup, Steinberg, Quern und Esgrus gehörten. Im 14. und Anfang des 15. Jahrhunderts bildeten sich mehrere Adelsgüter wie Buckhagen, Roest und Düttebüll, die sich administrativ von Gelting lösten. Gelting selbst wurde 1494 ein adeliges Gut, als König Johann es der uradligen Familie Ahlefeldt überließ, die dafür ihrerseits Törning an den König übergab.

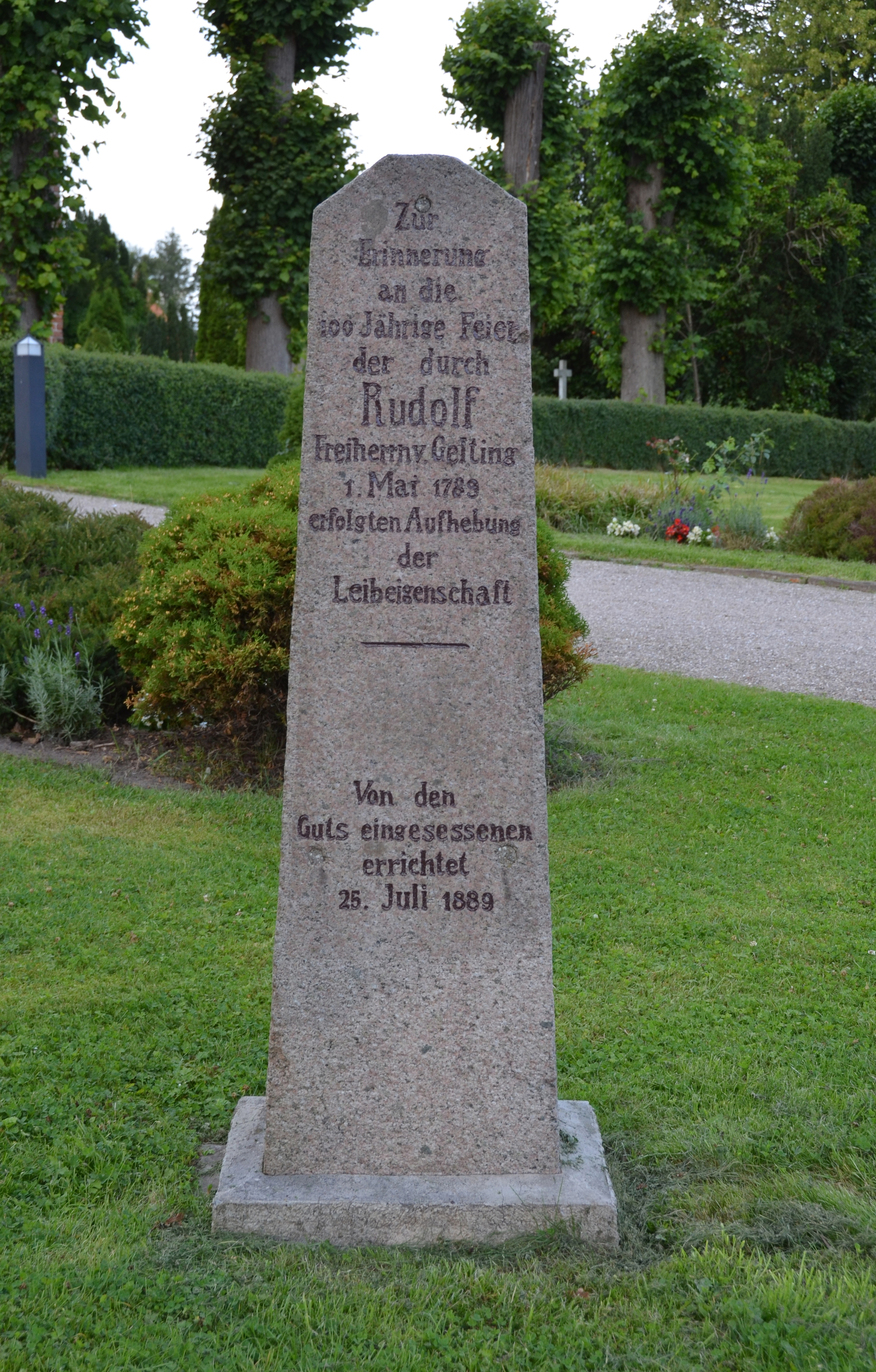
Gedenkstein zur Aufhebung der Leibeigenschaft

Fortan wurde der Osten Angelns vom Adel dominiert, und hier spielte das Gut Gelting eine maßgebliche Rolle. Die Geltinger Kirche, die nach der Reformation evangelisch-lutherisch wurde, war Zentrum des flächengrößten Kirchspiels in Angeln, zu welchem die heutigen Gemeinden Gelting, Nieby, Kronsgaard, Hasselberg, Pommerby und Rabenholz sowie teilweise Maasholm (das 1928 eingemeindete Gut Oehe nämlich) gehören.
Im Jahre 1710 wurde der Meierhof Priesholz zu einem eigenständigen Gut. 1789 wurde auf Gut Gelting die Leibeigenschaft aufgehoben und es begann die Parzellierung des Gutes, das jedoch eine administrative Einheit blieb. Als adeliges Gut bildete es bis 1853 einen eigenen Untergerichtsbezirk, als die Ostangler Güter zur Kappelerharde zusammengefasst wurden.
Nach dem Deutsch-Dänischen Krieg 1864 wurde das bis dahin als Lehen zu Dänemark gehörende Herzogtum Schleswig Teil der neuen preußischen Provinz Schleswig-Holstein. Ab 1867 stand Gelting unter dem neuen Amtsgericht in Kappeln und unter dem Kreis Flensburg. Das Kirchspiel Gelting, das bisher auf die Güter Gelting, Düttebüll, Priesholz und Oehe aufgeteilt war, wurde nun in zwölf kleine Landgemeinden und vier nur noch auf die Stammhöfe und deren unmittelbares Umfeld reduzierte Gutsbezirke geteilt. Auf dem Gebiet der heutigen Landgemeinde Gelting lagen neben dem Gutsbezirk Gelting die Landgemeinden Suterballig, Lehbek, Kattrott, Wackerballig und Stenderup. 1928 vereinigten sich der Gutsbezirk Gelting und Suterballig zur Landgemeinde Gelting, der 1938 zudem Lehbek, Kattrott und Wackerballig angeschlossen wurden. Im Jahre 1970 erfolgte noch die Eingemeindung von Stenderup.

## Politik

### Gemeindevertretung
Von den 13 Sitzen in der Gemeindevertretung hat die CDU seit der Kommunalwahl am 14. Mai 2023 fünf Sitze, die Wählergemeinschaft Gemeinsam für Gelting (GfG) hat sieben Sitze und die SPD einen.

### Wappen
| | Blasonierung: „In Blau unter einer strahlenden goldenen Halbsonne ein goldener Pflug mit silbernem Pflugeisen.“ |
| Wappenbegründung: Die Gemeinde Gelting entstand erst 1928 durch Zusammenlegung des Gutsbezirks Gelting mit mehreren Landgemeinden des gleichnamigen Kirchspiels. Nach wechselvoller Besitzgeschichte erwarb 1758 der aus Nordfriesland stammende, in Ostindien zu großem Vermögen gekommene Sönke Ingwersen das Gut Gelting. Dieser, im Jahr darauf als „Baron von Geltingen“ geadelt, vererbte Herrschaft und Titel zunächst seinem Sohn, dann dem Sohn seiner Schwester, dem Stammvater der jetzigen Besitzer. Der Pflug im Wappen von Gelting ist dem Familienwappen der Freiherren von Geltingen entnommen. Zur Unterscheidung von anderen Wappen mit gleicher Figur wurde auf Vorschlag des Staatsarchivs Kiel nach dem Vorbild älterer Städtewappen, in denen der stereotypen Burg häufig Himmelskörper hinzugefügt worden sind (z. B. Schleswig), das Geltinger Wappen um die halbe strahlende Sonne ergänzt. Die Farben Gelb und Blau sind diejenigen des Landesteils Schleswig. Im Unterschied zum Wappen der Freiherren von Geltingen ist der Pflug im Gemeindewappen golden und nur das Pflugeisen silbern. Das Wappen wurde von dem Heraldiker Gustav Adolf Closs aus Berlin gestaltet und am 6. August 1937 verliehen. | |

### Flagge
Die Flagge wurde am 8. Juli 1974 genehmigt.
Von Blau - Gelb - Blau in drei gleich große Streifen längs geteilt.

## Kultur und Sehenswürdigkeiten
In der Liste der Kulturdenkmale in Gelting stehen die in der Denkmalliste des Landes Schleswig-Holstein eingetragenen Kulturdenkmale.

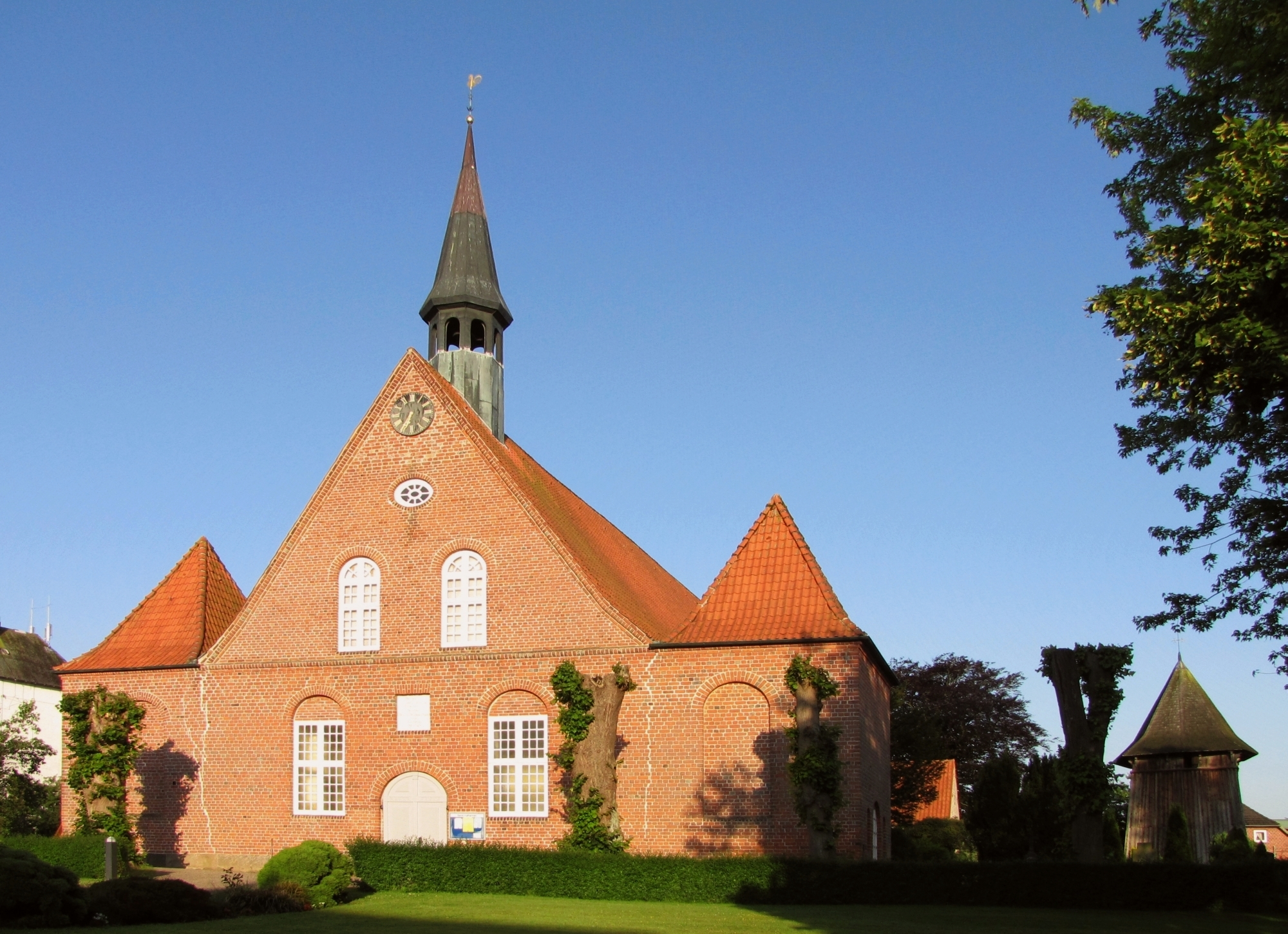
Ev.-luth. Kirche St. Katharinen (2012)

### Kirche St. Katharinen
Die der heiligen Katharina von Alexandrien geweihte Kirche wurde um 1300 erbaut und wurde um 1793 im klassizistischen Stil umgebaut. Dabei wurde der Altarbereich von dem Flensburger Bildhauer Johann Christian Schmädl zu einer fünfachsigen Schauwand umgestaltet, deren Zentrum eine vielfigurige Kreuzigungsszene aus dem spätmittelalterlichen Schnitzaltar des Lübecker Bildschnitzers Claus Berg bildet. Darüber befindet sich die Orgel, deren Werk 1904 von Marcussen & Søn gestaltet wurde. Das Kirchenschiff behielt seine mittelalterliche Form mit Flachdecke. Zum Inventar gehören ein Triumphkreuz und eine geschnitzte Taufe aus der Gudewerdt-Werkstatt aus dem 17. Jahrhundert.

### Gut Gelting

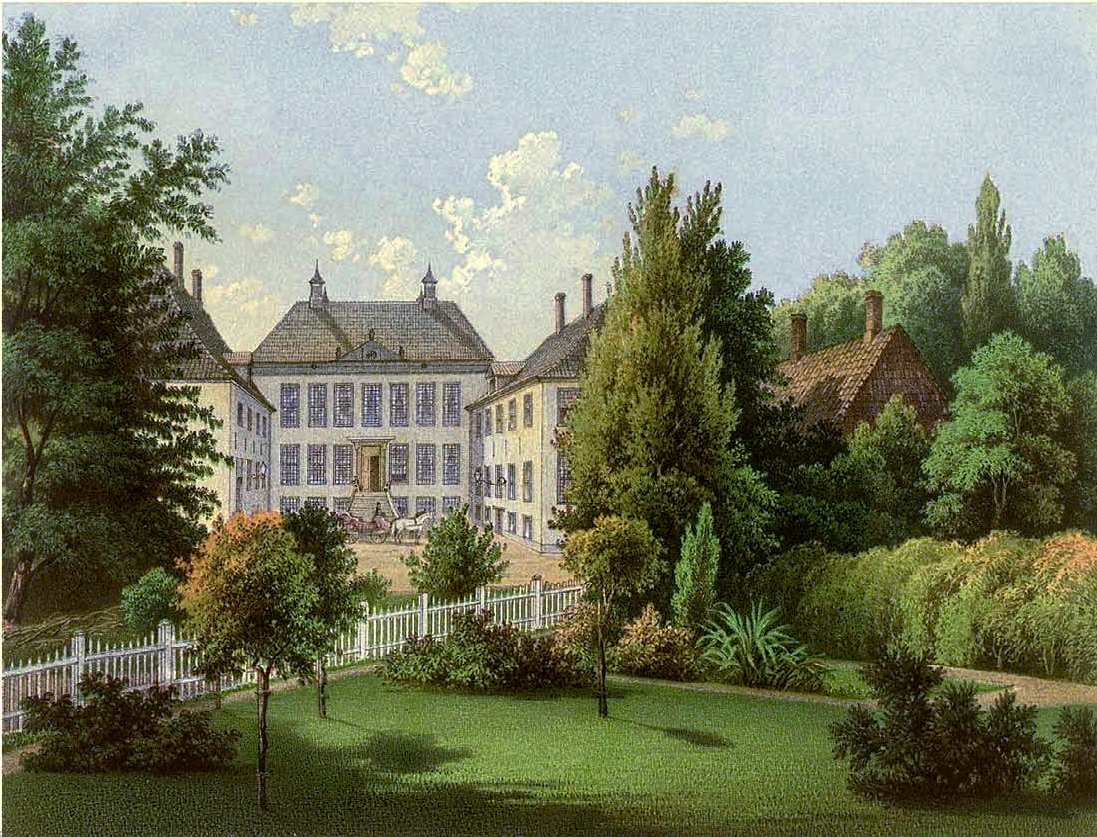
Gut Gelting um 1860, Sammlung Alexander Duncker

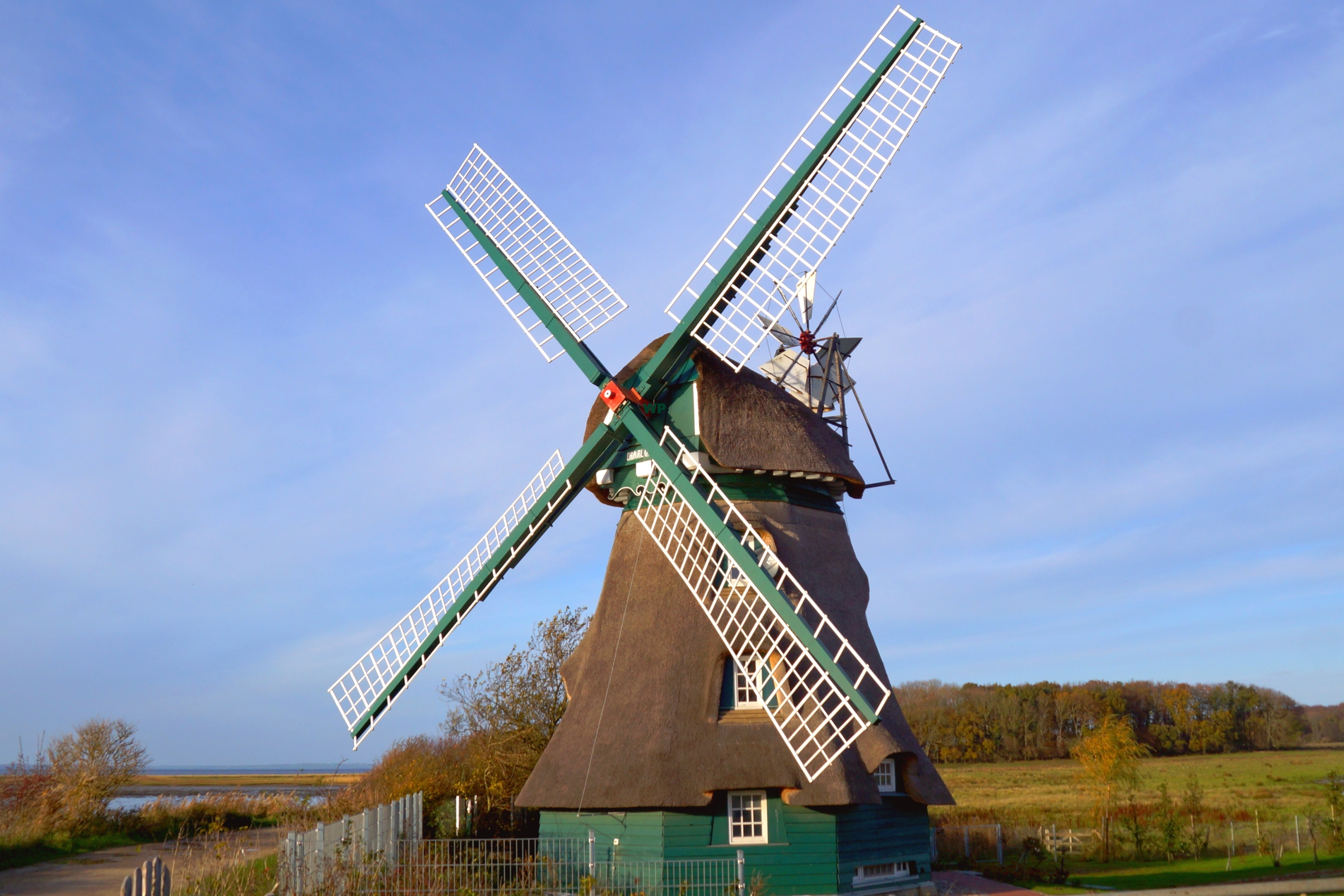
Windmühle Charlotte in der Geltinger Birk

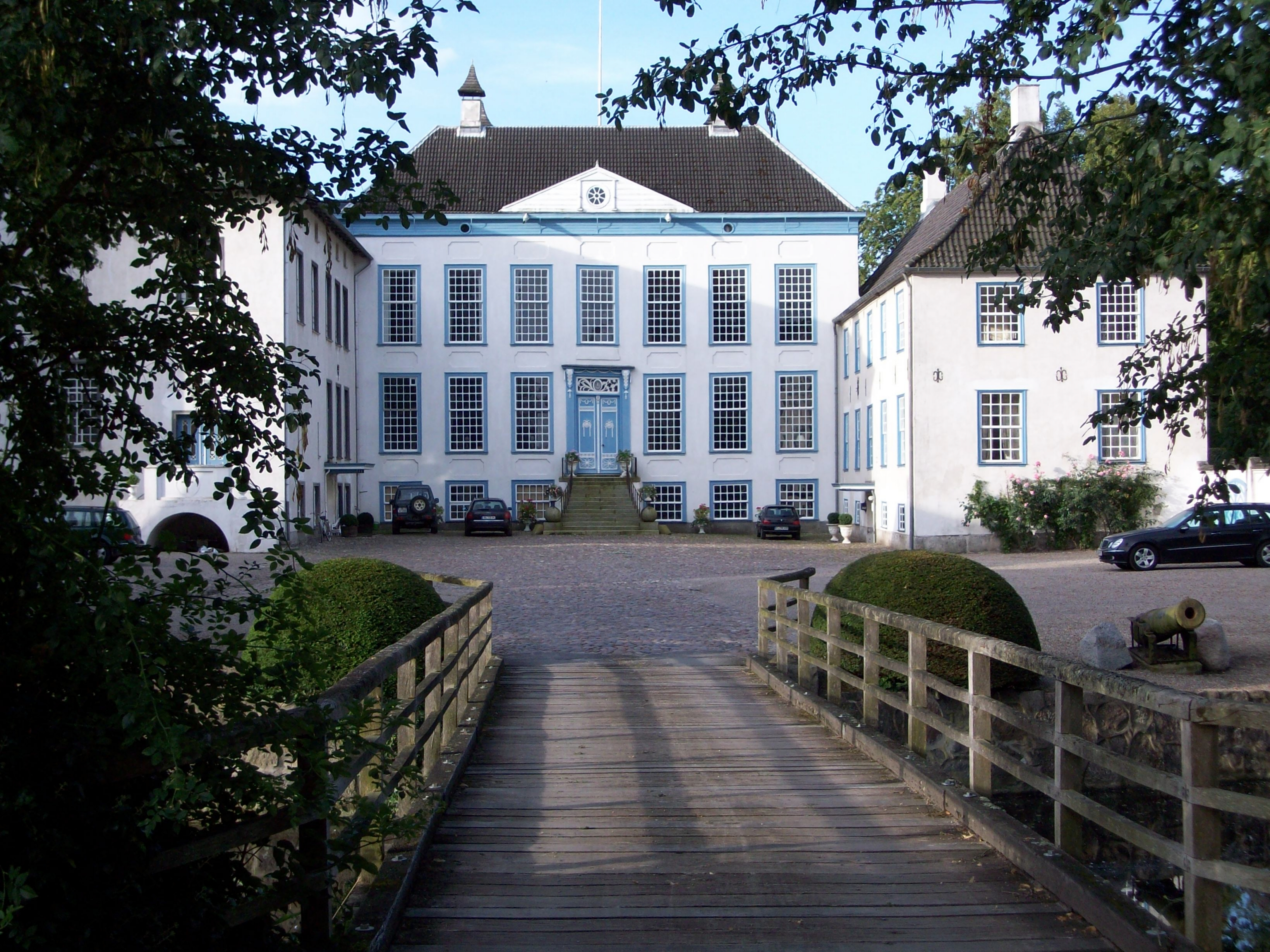
Blick auf Gut Gelting (2009)

Gut Gelting ist mit einem Wassergraben umgeben und eines der ältesten Güter in Angeln. Das Herrenhaus geht auf ein landestypisches Doppelhaus zurück. Es wurde später mit zwei Anbauten zu einer dreiflügeligen Anlage mit Ehrenhof erweitert. Das Herrenhaus ist im Privatbesitz der Barone von Hobe-Gelting und für Besucher nicht zugänglich.

### Mühle Charlotte
Die in der Nachbargemeinde Nieby liegende Erdholländer-Mühle „Charlotte“ wurde vom Gut Gelting 1826 erbaut und diente sowohl zum Entwässern des Noors als auch zum Kornmahlen. Heute wird sie als Ferienwohnung genutzt. Sie ist das Eingangstor zum Naturschutzgebiet Geltinger Birk und liegt am Strandsaum zur Flensburger Förde.

### Sonstige
- In Hunhoi befindet sich ein Fachwerkhaus aus dem 19. Jahrhundert.
- Das Großsteingrab Lehbek ist eine Grabanlage aus der Jungsteinzeit.

## Bildung
In Gelting befindet sich mit der Georg-Asmussen-Schule eine regionale Grundschule, benannt nach dem schleswigschen Schriftsteller Georg Asmussen. In der Nachkriegszeit bestand in Gelting auch eine dänische Schule.

## Wirtschaft und Verkehr
Gelting war ursprünglich ein vorwiegend landwirtschaftlich genutzter Ort, heute ist es ein ländlicher zentraler Ort mit ausgeprägtem Gewerbe und Dienstleistungsbetrieben. Als Luft- und Kneippkurort ist auch der Tourismus eine wichtige Einnahmequelle. Die touristischen Angebote befinden sich vor allem in Wackerballig und an der Geltinger Bucht.
Von 1965 bis 1999 wurde eine Auto-Fährlinie ins dänische Faaborg unterhalten, die nach der Abschaffung des grenzüberschreitenden zollfreien Einkaufs eingestellt werden musste. Die Gelting-Mole dient heute als Sporthafen.
Wichtigste Verkehrsverbindung ist die Bundesstraße 199, die so genannte Nordstraße von Kappeln über Flensburg bis nach Niebüll. Andere Straßen haben nur lokale Bedeutung.
Einen Eisenbahnanschluss besaß Gelting von 1886 bis 1952 durch die meterspurige Nordstrecke der Flensburger Kreisbahn. Die Nordstraße folgt weitgehend deren Trasse.

## Rettungsstation
Seit 1981 befindet sich im Hafen Gelting-Mole eine Rettungsstation der Deutschen Gesellschaft zur Rettung Schiffbrüchiger (DGzRS), die dort für die Seenotrettung in der Förde ein Seenotrettungsboot stationiert hat.

## Persönlichkeiten
- Detlev von Ahlefeldt (1617–1686), Militär, Generalkriegskommissar des dänischen Königs
- Seneca Freiherr von Gelting (1715–1786), Besitzer von Gut Gelting und Vorfahre der heutigen Eigner
- Hermann Bendix Todsen (1864–1946), Oberbürgermeister und Ehrenbürger von Flensburg
- Moritz von Egidy (1870–1937), Kapitän zur See a. D., SS-Hauptsturmführer und -Außenstellenleiter in Gelting
- Gertrud Wurmb (1877–1956), Malerin
- Herbert Kortum (1907–1979), Naturwissenschaftler, Informatiker und Computerpionier der DDR
- Frithjof Voss (1936–2004), Geograph, Hochschullehrer, Unternehmer und Stifter
- Klaus Fußmann (* 1938), Maler und Grafiker